# Anatatha
Anatatha là một chi bướm đêm thuộc họ Erebidae.